# Anatra digeritrice
L'anatra digeritrice (in francese Le Canard Digérateur) era un automa meccanico con le sembianze di un'anatra progettato da Jacques de Vaucanson nel 1739.

## Caratteristiche
L'automa aveva le sembianze di un'anatra ed era ricoperto in bronzo dorato. La sua particolarità era l'apparente capacità di ingerire, digerire e defecare i chicchi di grano, ma in realtà il cibo, che veniva preso dall'anatra allungando il collo, veniva raccolto in un contenitore interno e le feci, preinserite in un altro scomparto, venivano prodotte da un secondo contenitore. Per cui all'interno dell'automa non aveva luogo nessun processo di digestione reale.
Parte del processo era visibile al pubblico grazie alla trasparenza all'altezza dell'addome. Inoltre era in grado di bere, di spiegare le ali, di allungare il collo per mangiare, di raddoppiare la velocità del movimento del gozzo nella deglutizione e di altri comportamenti che riproducevano quelli del vero animale. La macchina era composta da 400 parti mobili.

## Storia
L'automa divenne talmente famoso da essere esposto al Palais-Royal nel 1744. Voltaire ebbe a dire che «senza l'anatra di Vaucanson, non ci sarebbe nulla a ricordarti la gloria della Francia»; egli rimase così colpito da ribattezzare Vaucanson "il rivale di Prometeo". Nel 1840 venne acquistato da un meccanico, tal Georges Tiets. Andò distrutto insieme ad altri automi durante l'incendio che nel 1879 distrusse il museo di Nižnij Novgorod, in Russia, nel quale era esposto.

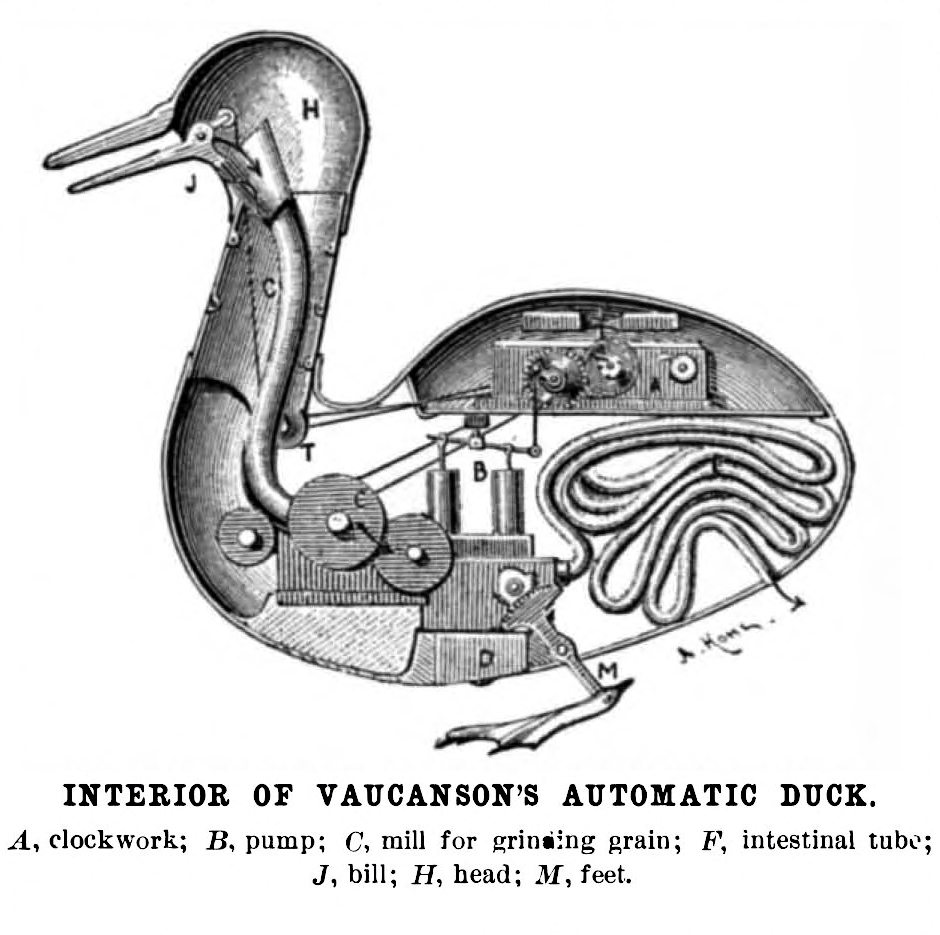
Disegno del meccanismo dell'anatra

## Riproduzioni
In seguito vari artisti riprodussero l'anatra di de Vaucanson, tra cui Frédéric Vidoni, che nel 1998 per rendere omaggio a Vaucanson ha ricreato l'automa tale e quale l'originale, anche questo in grado di "digerire". L'opera è esposta al Museo degli automi a Grenoble.
Nel 2006, l'artista concettuale belga Wim Delvoye ha presentato al mondo la sua "Cloaca Machine", un'opera d'arte meccanica in grado di digerire cibi e trasformarli in escrementi. Sono state prodotte molte riproduzioni della Cloaca Machine; una copia realizzata in posizione verticale riproduce il sistema digerente umano. Gli escrementi prodotti dalla macchina vengono messi sottovuoto e venduti ai collezionisti d'arte; tutte le serie di escrementi prodotti sono state vendute.

## Riferimenti culturali
L'anatra digeritrice è stata citata varie volte, specialmente in letteratura. Viene menzionata in:
- Il giocatore di scacchi di Maelzel (Maelzel's Chess Player) di Edgar Allan Poe (1836).
- L'artista del bello (The Artist of the Beautiful) di Nathaniel Hawthorne (1846).
- Le monde des automates di Alfred Chapius (1928).
- Progetto Coscienza (Destination: Void) di Frank Herbert (1965).[2]
- La macchina mondiale di Paolo Volponi (1965)
- Mason & Dixon di Thomas Pynchon (1997).
- The Bookman, romanzo steampunk di Lavie Tidhar (2010). Qui viene menzionato anche Il Turco.
- La chimica delle lacrime (The Chemistry of Tears) di Peter Carey (2012).
- La mappa di Vittorio Giacopini (2015).